# Cryptopimpla maurocoxis
Cryptopimpla maurocoxis là một loài tò vò trong họ Ichneumonidae.